# Scoletoma branchiata
Scoletoma branchiata är en ringmaskart som först beskrevs av Treadwell 1921.  Scoletoma branchiata ingår i släktet Scoletoma och familjen Lumbrineridae. Inga underarter finns listade i Catalogue of Life.